# Artéria hepática própria
A artéria hepática própria  é um ramo da artéria hepática comum.